# دورا شوله
دورا شوله (مجاری: Süle Dóra؛ زادهٔ ۲۰ سپتامبر ۱۹۹۸) بازیکن فوتبال اهل مجارستان است.
وی همچنین در تیم‌های ملی فوتبال Hungary women's national under-19 football team و زنان مجارستان بازی کرده‌است.